# Archidiocèse de Quito
L'archidiocèse de Quito (en latin : Archidioecesis Quitensis ; en espagnol : Arquidiócesis de Quito) est un archidiocèse métropolitain de l'Église catholique en Équateur. Il a le titre honorifique de primatie de l'Équateur.

## Territoire
L'archidiocèse gère la province de Pichincha sauf les cantons de Puerto Quito, Vicente Maldonado et San Miguel de los Bancos qui sont administrés par le diocèse de Santo Domingo. Son territoire est d'une superficie de 11 167 km2 divisé en 194 paroisses. L'archevêché est à Quito avec la cathédrale de l'assomption (es). 
Dans la même ville se trouve l'église de la Compagnie où se garde le corps de sainte Maríana de Paredes y Flores, 1re sainte équatorienne et patronne de l'Équateur. Juste derrière cette église, une chapelle (capilla del milagro de La Dolorosa del colegio) conserve une image représentant Notre-Dame des Douleurs que les fidèles considèrent comme miraculeuse depuis que plusieurs enfants puis des adultes l'on vu ouvrir et fermer les yeux. L'église du monastère de l'ordre de l'Immaculée Conception est un lieu de dévotion car une sœur, Marianne de Jesús Torres (es), aurait eu des apparitions de la Vierge sous le vocable de Notre-Dame du Bon Succès.
On peut également visiter les basiliques du vœu national, de la Merci (es), de saint François (es) ou les églises saint Augustin (es), du tabernacle (es), saint Dominique (es) El Carmen Alto (es). Toutes les églises citées plus haut sont situées dans le centre historique de Quito (es), qui est reconnu patrimoine mondial depuis le 8 septembre 1978.
Les sanctuaires de Notre Dame de Guápulo (es), lieu de dévotion à la Vierge, et celui de Miguel Febres Cordero, qui conserve les reliques du 1er saint équatorien, sont aussi à Quito mais plus excentrés.
En dehors de Quito, le sanctuaire Notre-Dame-de-la-Présentation d'El Quinche est très célèbre dans le pays puisque la Vierge d'El Quinche est la patronne de l'Équateur,.

## Histoire
Le diocèse de Quito est érigé le 8 janvier 1545 par la bulle Super specula Militantis Ecclesiae du pape Paul III en prenant sur le territoire de l'archidiocèse de Lima, dont il est à l'origine suffragant. Le premier évêque de Quito est García Díaz Arias qui est ordonné le 5 juin 1547.
Le 31 mars 1569, l'évêque Pedro de la Peña établit dans son palais épiscopal le premier séminaire en terre hispano-américaine. Il est transféré en 1585 à l'église de Santa Barbara. En 1594, le séminaire, dédié à saint Louis, est confié aux jésuites, qui s'en occupent jusqu'à leur expulsion en 1767, après quoi il passe au clergé séculier.
En 1696, on organise une procession pour obtenir la guérison de l'évêque Sancho de Andrade est malade. Lors de la procession, les fidèles voient la Vierge Marie dans le ciel qui est depuis connue sous le nom de Notre-Dame-du-Nuage.
Le 1er juillet 1786, le diocèse cède une partie de son territoire au profit de la création du diocèse de Cuenca (aujourd'hui archidiocèse de Cuenca). Il cède une autre portion de territoire le 28 mai 1803 pour l'érection du diocèse de Maynas (aujourd'hui diocèse de Chachapoyas). Le 22 septembre 1835, il cède quelques paroisses au diocèse de Popayán (aujourd'hui archidiocèse de Popayán).
Le diocèse est élevé au rang d'archidiocèse métropolitain le 13 janvier 1848 par la bulle Nos semper Romanis Pontificibus du pape Pie IX avec le diocèse de Guayaquil (aujourd'hui archidiocèse de Guayaquil) et Cuenca comme suffragants. 
En 1862, les jésuites se réinstallent en Équateur et se voient confier à nouveau le séminaire, qui passe dix ans plus tard sous la direction des lazaristesqui s'en occupent jusqu'en 1973. Il est ensuite dirigé par le clergé diocésain puis confié aux Eudistes en 1980. À partir de 2017, le séminaire est sous la direction des prêtres ouvriers diocésains du Sacré-Cœur de Jésus avec des prêtres du clergé séculier.
Le 29 décembre 1862, il cède une partie de son territoire pour l'établissement du diocèse de Bolívar (aujourd'hui diocèse de Riobamba) et de celui d'Ibarra. Le diocèse de Loja est créé le même jour mais en prenant du territoire du diocèse de Cuenca. Il cède encore du territoire le 23 mars 1870 pour l'érection du diocèse de Portoviejo (aujourd'hui archidiocèse de Portoviejo) ; tout quatre sont nommés suffragants de Quito. Il donne de nouveau du territoire le 7 février 1871 pour la création du vicariat apostolique de Napo.
Le 25 mars 1874, le président Gabriel García Moreno et l'archevêque de Quito, José Ignacio Checa y Barba (es), consacrent officiellement la république de l'Équateur au Sacré-Cœur de Jésus et au Cœur immaculé de Marie ; c'est le 1er pays du monde à faire cette consécration. La basilique du Vœu national de Quito est construite pour commémorer cet événement.
Le 28 février 1948, il cède une partie de son territoire pour l'érection du diocèse d'Ambato qui est nommé suffragant de Quito. Le 11 septembre 1961, le diocèse de Guaranda qui était, à l'origine, suffragant de l'archidiocèse de Cuenca, intègre la province ecclésiastique de Quito en vertu de la bulle Venerabilis Fratris du pape Jean XXIII.
Quito donne une nouvelle partie de son territoire le 5 décembre 1963 pour l'établissement du diocèse de Latacunga. Le 5 janvier 1987, il donne encore de son territoire pour la création pour la prélature territoriale de Santo Domingo de los Colorados (aujourd'hui diocèse de Santo Domingo en Équateur). Au départ, ils sont tous suffragants de Quito.
Par un décret émis le 11 novembre 1995, le dicastère pour les évêques élève l'archidiocèse au rang de primatie de l'Équateur.

## Évêques et archevêques de Quito
- Liste des évêques et archevêques de Quito